# 陈绪宗
陈绪宗，中华人民共和国政治人物。
担任青年团中央常委，中国青年报社社长。1954年，当选第一届全国人民代表大会代表。